# Limnophora piliseta
Espèce
Limnophora piliseta est une espèce d'insectes Diptères de la famille des Muscidae.

## Systématique
Le nom valide complet (avec auteur) de ce taxon est Limnophora piliseta Stein, 1919.
Pour GBIF la date de création de cette espèce est 1911.